# Szafer Ridge
Szafer Ridge är en bergstopp i Antarktis. Den ligger i Sydshetlandsöarna. Argentina, Chile och Storbritannien gör anspråk på området. Toppen på Szafer Ridge är 242 meter över havet.
Terrängen runt Szafer Ridge är kuperad. Havet är nära Szafer Ridge västerut. Trakten är glest befolkad. Närmaste befolkade plats är Commandante Ferraz Station, 4,8 kilometer väster om Szafer Ridge. 